# Stretchia pictipennis
Stretchia pictipennis är en fjärilsart som beskrevs av Mcdunnough 1949. Stretchia pictipennis ingår i släktet Stretchia och familjen nattflyn. Inga underarter finns listade i Catalogue of Life.